# Sanshiro Sugata
Sanshiro Sugata (姿三四郎?, Sugata Sanshirō) è un film del 1943 diretto da Akira Kurosawa. L'opera narra la vicenda di un mitico campione di judo vissuto alla fine dell'Ottocento: il Sugata Sanshiro che dà il titolo all'opera. Il romanzo da cui è stato tratto il film è ispirato alla storia di un judoka realmente esistito: Saigō Shirō.
È il primo film diretto dal regista giapponese. L'autore aveva in precedenza lavorato come assistente alla regia e sceneggiatore per registi come Kajirō Yamamoto e Naruse.

## Trama
Nel 1882, il giovane Sanshiro si reca in una palestra di jujutsu per apprendere le arti marziali; ma rimane colpito dalla mancanza di moralità e di valore negli uomini che vi incontra. Viene invitato ad assistere ad un evento: il maestro Monma vuole dimostrare la superiorità della loro disciplina sul judo sconfiggendo il maestro Yano Shogoro. Tuttavia, quella notte, Yano sconfigge uno dopo l'altro tutti gli sfidanti.
Il giovane è colpito dall'eleganza e dalla forza interiore che traspare dall'uomo e decide di diventare suo apprendista.
Superando i difetti della propria personalità, attraverso un continuo e sofferto miglioramento interiore, Sanshiro riesce a rendersi degno degli insegnamenti del maestro (come nella scena in cui, in seguito ad un giusto rimprovero, il giovane trascorre la notte in un lago gelato per dimostrare di essere pronto anche a morire per guadagnarsi la stima di Yano).
In seguito vengono presentati una serie di duelli vinti dal giovane campione contro i maestri della disciplina rivale, fino all'esito finale, in una sfida mortale contro il nobile Higaki nello scenario di una collina squassata dalla tempesta.